# José Imbelloni
José Imbelloni (Lauria, Italia, 29 de agosto de 1885 - Buenos Aires, 24 de diciembre de 1967) fue un destacado naturalista y antropólogo nacido en Italia, de los principales promotores de la Paleoantropología sudamericana.
Realizó estudios de Medicina en la Facultad de Perugia. Entre 1908 a 1915 está en Argentina como corresponsal de un diario italiano. Regresa a su país y emprende estudios en Ciencias naturales y en Antropología en la Universidad de Padua, donde en 1920 se doctora en Ciencias. Para 1921 retorna a Argentina donde por oposición gana el puesto de profesor suplente de Antropología en la Facultad de Filosofía y Letras (UBA), manteniendo su vida unida a esa institución. Ya en 1933 es Profesor Titular de Antropología y Etnografía general. Luego sería Profesor Titular de Historia antigua en la Universidad Nacional del Litoral.
Trabajó hacia la problemática de la Paleoetnología argentina, así publica Habitantes neolíticos del lago Buenos Aires, a propuesta del Museo de La Plata.
También estudió las deformaciones artificiales de los cráneos, asegurando que se resolverían las distintas hipótesis coordinando con la Antropología, Etnografía y Lingüística. 

## Honores
Por su prestigio fue nombrado en 1947 por el Gobierno Nacional Director del Instituto de Antropología del Museo Etnográfico Juan B. Ambrosetti. Fue miembro de la Academia Nacional de Historia de Argentina, y director de los primeros números de la revista Runa.
A él se debe en gran parte la organización de los estudios de Antropología en Argentina. Recibió numerosos premios y condecoraciones:
- premio Eduardo C. Holmberg, Academia Nacional de Ciencias Exactas, Físicas y Naturales
- medalla de Oro, Congreso de Americanistas, Mar del Plata, 1967

En su obra defendió la teoría de los aportes demográficos desde el sudeste asiático, para el poblamiento de América. Así estudió a siete grupos diferentes de población emigrantes a América en épocas diversas y por vías de penetración diferentes; publicando La esfinge indiana, 1926; y, El Poblamiento primitivo de América, 1943.

## Publicaciones
Imbelloni fue un prolífico comunicador, en contacto estrecho con el gran público por medio de sus innumerables artículos en la prensa nacional y especialmente con su columna dominical en el diario La Prensa. 
Otras obras:
- Introducción a nuevos estudios de cráneotrigonometria. Editor Taller de Impresiones Oficiales, 66 pp. 1921
- Filología de los "Equidae". Editor "Coni", 23 pp. 1926
- Nota sobre los supuestos descubrimientos del doctor J. G. Wolff, en Patagonia. Número 21 de Publicaciones de la Sección Antropológica. Edición reimpresa de L.J. Rosso y Cía. 15 pp. 1923
- Deformaciones intencionales del cráneo en Sudamérica, 78 pp. 1925
- Sobre el número de tipos fundamentales a los que deben referirse las deformaciones craneanas de los pueblos indígenas de Sud América: algunos resultados de una nueva aplicación de morfología exacta o craneotrigonometría. 12 pp. 1925
- Estudios de morfología exacta (parte III): deformaciones intencionales del cráneo en Sud América. Editor Universidad Nacional de la Plata, Museo, 79 pp. 1925
- El idioma de los Incas del Perú en el grupo lingüístico melanesio - polinesio. 17 pp. 1926
- Los moluscos y las antiguas migraciones de pueblos mediterráneos hacia América según la escuela de Mánchester: estudio crítico. Editor Impr. y Casa editora Coni, 200 pp. 1926
- Dos notas preliminares sobre la lengua Quechua: Elementos lingüísticos de Oceanía en el Quechua. Nº 1 de Investigaciones para la etnogénesis americana. Con Enrique Palavecino, 36 pp. 1926
- La esfinge indiana: antiguos y nuevos aspectos del problema de los orígenes americanos. Volumen 898 de Harvard College Library history of science project. Editor "El Ateneo", 396 pp. 1926
- Clava-insignia de Villavicencio: un nuevo ejemplar de los "mere" de Oceanía descubierto en el territorio americano. Nº 14 de Publicaciones de la Facultad de Ciencias de la Educación, Sección de historia y geografía. Editor Universidad Nacional del Litoral, 9 pp. 1928
- Un arma de Oceanía en el Neuquén: reconstrucción y tipología del hacha del Río Limay. Editor Imp. y Casa editora "Coni", 26 pp. 1929
- Nómina de publicaciones relacionadas con las ciencias del hombre (1921-1930): seguido por un plan de investigaciones de antropología física. Volumen 20. Editor Talleres Gráficos Porter, 54 pp. 1930
- La industria de la piedra en Monte Hermoso. Editor Escuela Normal Superior, 24 pp. 1931
- El toki mágico: la fórmula de encantamiento del carpintero Māori al derribar un árbol, conservada textualmente en el cuento chileno del viejo Tatrapay. Editor Establecimiento Gráfico Tomás Palumbo, 24 pp. 1931
- Sobre un ejemplar mimético de deformación craneana: el cráneo 3876 de la isla de Tilcara (Jujuy, Argentina). Editor Impr. de la Universidad, 207 pp. 1932
- Los pueblos deformadores de los Andes: La deformación intencional de la cabeza como arte y como elemento diagnóstico de las culturas. Nº 75 de Anales del Museo nacional de historia natural. Antropología, etnología y arqueología. Editor Impr. de la Universidad, 253 pp. 1933
- El problema del hombre americano. Veritatem. Con J. Benigar
- Los últimos descubrimientos sobre la escritura indescifrable de la Isla de Pascua. Editorial C.L.E.S. 669 pp. 1935
- Epítome de culturología, 320 pp. 1936
- Las 'tabletas parlantes' de Pascua, monumentos de un sistema gráfico indo-oceánico. 89 pp. 1936
- Los últimos descubrimientos sobre la escritura indescifrable de la Isla de Pascua. Editor	Prensas de la Universidad de Chile, 29 pp. 1936
- Elementos de culturología, 1936
- Lenguas indígenas del territorio argentino. Editor Impr. de la Univ. 205 pp. 1936
- Medicina aborigen americana. Volumen 3 de Humanior : biblioteca del americanista moderno, dirigida por el Dr. Imbelloni: [Sección C: Patrimonio cultural indiano. Con Ramón Pardal. Editor J. Anesi, 377 pp. 1937
- Razas humanas y grupos sanguíneos. 49 pp. 1937
- Fuéguidos y láguidos: posición actual de la raza paleo-americana o de Lagoa Santa. Editor	Imprenta de la Universidad, 103 pp. 1937
- Tabla clasificatoria de los Indios: regiones biológicas y grupos raciales humanos de América .... Edición	reimpresa. 21 pp. 1938
- Deformaciones intencionales del cuerpo humano de carácter étnico. Volumen 3 de Humanior; biblioteca del americanista moderno, dirigida por el dr. Imbelloni: Propedeutica. Con Adolfo Dembo. Editor J. Anesi, 348 pp. 1938
- Isohemoaglutinación y antropología. Edición reimpresa de La Universidad, 93 pp. 1938
- Formas, esencia y metódica de las deformaciones cefálicas intencionales. Revista del Instituto de Antropología de la Universidad Nacional de Tucumán 1. 37 pp. 1938
- Algunos Nuevos Problemas de Taxonomía Humana. Surgidos de la Indagación Serológica, 1939
- Los vocablos "pachacuti" y "pachacutec" de los cronistas del Perú y sus determinantes gramaticales y semánticas; tirada del Museo Argentino de Ciencias Naturales. Editor Coni, 375 pp. 1939
- Estado actual de la sistemática del hombre con referencia a América ... Editor Coni, 321 pp. 1939
- La narración guatemalteca. Editor	Imprenta y Casa Editora "Coni", 90 pp. 1940
- Las profecías de América y el ingreso de Atlántida en la americanística: Disertación pronunciada en la Academia nacional de la historia ... junio 4 de 1938 ... Editor R. Giles, 38 pp. 1940
- La primera etapa de la antropología americana: 1839-1873. 21 pp. 1940
- Un viejo error de arqueología clásica fundamenta el libro de los señores E. y D. Wagner: estudio crítico. Con Emilio Roger Wagner. 22 pp. 1940
- Sobre craneología de los Uru supervivencias de razas australoides en los Andes. Editor Gil, 19 pp. 1941
- La "Weltanschauung" de los amautas reconstruida: formas peruanas del pensamiento templario. Editor Museo Argentino de Ciencias Naturales, 29 pp. 1942
- El "Génesis," de los pueblos protohistóricos de América. Nº 3-5, 7, 10 de Religiones de América. Partes 1-3. Editor Coni, 119 pp. 1942
- Kalasasaya: tipología de una construcción americana conexa con el área megalítica del Mundo Antiguo. Tirada del Museo Argentino de Ciencias Naturales. 33 pp. 1942
- Acotaciones al mapa de los pueblos deformadores de la región andina central. Nº 81 de Antropología, etnografía y arqueología // Museo Argentino de Ciencias Naturales "Bernardino Rivadavia". 16 pp. 1942
- El libro de las Atlántidas, 406 pp. 1943
- Concepto y praxis del folclore como ciencia, 136 pp. 1943
- La "Essaltatione delle rose" del Codice Vaticano Mexicano 3738: el "Nictékatun" de las fuentes Maya y el "Pecado nefando" de la tradición peruana más remota... Nº 11 de Religiones de América. Volumen 360 de Harvard anthropology preservation microfilm project. Editor Best Hnos. 52 pp. 1943
- Fundamentos de ciencia y religión en los pueblos cultos de la América Media
- Las investigaciones serológicas del Profesor A. Santiana en el Ecuador. 5 pp. 1944
- La capaccuna de Montesinos después de cien años de discusiones e hipótesis (1840-1940). Volumen 359 de Harvard anthropology preservation microfilm project. Nº 8 de Religiones de América, 98 pp. 1944
- La tradición Peruana de las 4 edades del mundo en una obra rarísima impresa en Lima en el año 1630. Número 12 de Religiones de América. Editor Best Hnos. 42 pp. 1944
- La extraña terracota de Rurrenabaque (noreste de Bolivia) en la arqueología de Sudamérica. 98 pp. 1945
- La linfa de la "Sciencia nuova" y sus manantiales: en el segundo centenario de la muerte de Giambattista Vico. Editor Academia de Letras, 115 pp. 1945
- Pachakuti IX (El Inkario crítico). Volumen 2 de Humanior. Biblioteca del americanista moderno. Sección D. Protohistoria y descubrimiento. Editor Ed. Humanior, 294 pp. 1946
- El inkaico crítico, 1946
- Las realidades de la Atlántida. Volumen 26 de Colección Buen aire. Editor	Emecé, 113 pp. 1947
- Informe preliminar sobre la expedición a la Patagonia. Editor Ministerio de Obras Públicas de la Nación, Administración General de Parques nacionales y Turismo. 11 pp. 1949
- Los patagones: características corporales y psicológicas de una población que agoniza. Volumen 2 de Runa, archivo para las ciencias del hombre. 58 pp. 1949
- Nuevas indagaciones sobre Pascua. Edición reimpresa de Universidad de Buenos Aires, Facultad de Filosofía y Letras, Instituto de Antropología, 17 pp. 1953
- La segunda esfinge indiana. Librería Hachette, 454 pp. 1956
- De historia primitiva de América: los grupos raciales aborígenes. Nº 1 de Serie Historia de América, Buenos Aires (Argentina). Universidad del Salvador. 88 pp. 1957
- Folclore argentino, 1959
- Religiosidad indígena americana; introducción, selección y notas de Mariano Garreta. Ed. Ediciones Castaneda. 1979. 415 pp.

## Curiosidad
En 1950 realizó el prólogo del libro del presidente argentino Juan Domingo Perón. Toponimia patagónica de etimología araucana.